# أنتونيو دي ناتالي
 أنطونيو دي ناتالي  (Antonio Di Natale) (نابولي، 13 أكتوبر 1977) لاعب كرة قدم إيطالي مهاجم، لاعب سابق في فريق كرة القدم لنادي أودينيزي، كان مركزه خلف رأس الحربة كمهاجم مساند، صاحب مهارة عالية في التمرير وبارع جدا بالمراوغة.
اعتزل بعد انتهاء الموسم 2015-2016 .

## مسيرته مع الاندية
إمبولي
رغم ولادته في مدينة نابولي أحد مدن جنوب إيطاليا الا ان مسيرة دي نتالي الاحترافية بدأت من الشمال بالانضمام لفريق الشباب لفريق إمبولي وتمت اعارته خلال هذه الفترة 3 مرات.
تكللت مجهوداته بالنجاح في النهاية حيث لعب مع فريق نادي فياريدجو في الموسم 1998-1999 سجل فيه 12 هدف في 25 مشاركة.
بعد عودته من الإعارة الي فريقه الاصلي إمبولي استطاع ان يضع لنفسه مكان في التشكيلة الاساسية للفريق رغم نقص معدله التهديفي حيث هز الشباك 6 مرات في 25 مباراة مساهما في انهاء فريقه في المركز التاسع في دوري الدرجة الثانية الإيطالي خلال الموسم 1999-2000 .
تمكن فريق نادي إمبولي من الحصول على بطاقة للصعود لدوري الدرجة الأولى الإيطالي في العام 2002 بعد انهائه الموسم في المركز الرابع خلال الموسم 2001-2002 بحصدهم ل 67 نقطة واحراز لاعبي الفريق ل 60 هدف كاكثر معدل تهديفي في البطولة وتمكن دي نتالي وحده من احراز 16 هدف محتلا صدارة الهدافين.
في أول مواسم الفريق في دورة الدرجة الأولى ساهم دي نتالي في تفادي الفريق للهبوط باحرازه 13 هدف في الدوري. منها ثلاثية في مباراة واحدة ضد فريق نادي ريجينا في مباراة انتهت 4-2 لصالح إمبولي.
الموسم الثاني لم يكون بالكبير في مسيرة دي نتالي حيث لم يتمكن من التسجيل الا في خمس مناسبات.
بعد موسمين في دوري الدرجة الأولى هبط إمبولي الي دوري الدرجة الثانية في نهاية الموسم 2003-2004 دافعا عدد من نجوم الفريق للرحيل عن النادي من ضمنهم دي نتالي.
تم اكتشافه من كشافي نادي امبولي ولعب معهم في صفوف شباب النادي، حيث انتقل من جنوب إيطاليا نابولي مدينته إلى إمبولي في أقليم توسكانا، وشارك مع فريق شباب امبولي حتى تم تصعيده لفريق الكبار لامبولي بعد ملاحظة مهاراته المميزة، حيث تم تصعيده في موسم 1995\1996 لكنهُ لم يلعب أيّ مباراة حينها حيث كان بعمر السابعة عشرة، في ذلك العام إمبولي صعد من الدرجة C1 إلى الدرجة B، وفي الموسم الذي تلاه موسم 1996/1997 وحينها كان بعمر الـ 18 فريق أمبولي حينها كان يلعب في السيريا B وفي ثاني سنة لهُ دي ناتالي مع الفريق الأول لم يشترك إلا في مباراة واحدة كأحتياطي، وبهذا لم يلعب كثيرا للنادي، وطلب هو الإعارة والإدارة رأت ان تعيره لنادي آخر يصقل فيه موهبته لعدم وجود مكان له.
اعير إلى نادي صغير اسمه آبرزولا هذا النادي تغير اسمه في عام 99 إلى «سان لازارو» وهو موجود في بولونيا بوسط إيطاليا حين أنتقل إليه دي ناتالي كان يلعب آبرزولا في أقل الدرجات «الدرجة C2» شارك معه موسم 97 \98 وهو بالثامنة عشرة من عمره قبل أن يتغير اسم النادي ولعب في 33 لقاء بعضها كأساسي والآخر كأحتياطي.. وسجل 6 أهداف وهي محصلة جيدة، عاد دي ناتالي بعد انتهاء مدة الإعارة لنادي امبولي ذلك بموسم 98.
لكن نادي امبولي قرر ان يعيره مرة أخرى لنادي آخر على أمل أن يلعب كأساسي أكثر.!!وقد اختار نادي فيراجيو وهو جار نادي أمبولي في نفس منطقة أقليم توسكانا ويرتدي الأبيض والأسود وقد لعب بهِ سابقا مدرب روما الحالي لوشيانو سباليتي، كان نادي فيراجيو يلعب في نفس الدرجة التي يلعب بها نادي آبرزولا بالتحديد في الدرجة C2، وشارك انطونيو أساسياً أكثر من الموسم الذي سبقه، وسجل عددا جيدا من الاهداف حيث شارك في 25 مباراة كأساسي واحتياطي وسجل 12 هدف.
وقد قدم عرضا لنادي امبولي من فيريزي لينتقل إليه في فترة الشتاء على سبيل الإعارة أيضا، كان نادي فيريزي يلعب في درجة أفضل من فيراجيو وآبرزولا، فقد كانت درجته C1 بينما كانا فيراجيو وآبرزولا في الدرجة C2 ولكنه للأسف لم يستفد شيئا من هذا الانتقال، فلم يلعب إلا 4 مباريات ولم يسجل فيها شيئاً، وأما نادي أمبولي فاقتنع بما قدمه دي ناتالي في ذلك الموسم وهو بعمر الـ 20 سنة، وبالتحديد ما قدمه مع فارجيو وتسجيله لـ 12 هدف رغم أنهُ لعب قليلا كأساسي، فاستدعاه وانهى أخيرا موضوع إعارته ويعود للفريق وقد وصل لعمر الـ 21، بعدما نضج بما فيهِ الكفاية.

## انطلاقته مع امبولي
امبولي كان في الدرجة B، ومنذ أول عودة لدي ناتالي لناديه الأصلي موسم 1999-2000 شارك في 25 لقاء وسجل 6 اهداف، وكان عدد اللقاءات جيد تماما نسبة لعمرهِ العشرين
وفي الموسم الذي تلاه موسم 2000-2001 شارك بصفة أساسية، وذلك في 35 لقاء سجل فيها 9 اهداف وكان حينها بعمر الـ 22، وبذلك جعل اسمهِ ثابتا في أمبولي
وفي الموسم الذي تلاه وهو موسم 2001-2002 وهو موسم مميز لأمبولي في الدرجة الثانية فقد استطاعوا ان يحققوا إنجازا مهماً وصعدوا للدرجة الأولى بعد حصولهم على المركز الرابع وقد شارك أساسياً في 38 مباراة وسجل عدداً ممتازا من الاهداف وهو 16 هدف، كان حينها بعمر الـ 23.
موسم 2002-2003 هو أول موسم يظهر فيه دي ناتالي بالسيريا A وذلك مع فريقه امبولي، والذي لعب معه حينها للمرة الرابعة على التوالي السادسة في مشواره، أول مباراة كانت لهُ بالسريا A يوم 14/09/2002 وكانت امام كومو وانتهت بالتعادل 2-2..
شارك انطونيو في 27 مباراة وسجل 13 هدف وكان موسماً لا ينسى، كيف لا؟ ؟ وهي أول مشاركة بالسيريا أي والذي يعد حلم منذ الصغر، وكان حينها بعمر الـ 24 واستطاع الفريق ان يبقى بالسيريا A حينها، وذلك ببقائهم بالمركز الـ 12..
الموسم الذي تلاه هو الموسم الثاني لانطونيو بالسيريا A، وهو موسم 2003-2004 وشارك دي ناتالي في 33 مباراة ولم يسجل إلا 5 اهداف وهي نسبة أقل بكثير من الموسم الذي سبقه، ويكفي أن نقول أنهُ موسم سقوط أمبولي للدرجة الثانية، فقد حققوا المركز قبل الأخير وكان حينها بعمر الـ25
في موسم 2004-2005 وبعد هبوط امبولي للدرجة الثانية، لمحه نادي أودنيزي ولمح موهبته خصوصا انهُ قد أصبح دوليا في موسم 2002، وذلك بمشاركته في لقاء ودي امام منتخب تركيا فقام اودنيزي بشراء عقده مستفيدا من هبوط امبولي.
انتقل انطونيو دي ناتالي إلى نادي أكبر بعد خمس سنوات متتالية في امبولي 7 سنوات في مجموعها... انتقل إلى نادي أودنيزي وليذهب مع مدربه السابق في امبولي لوشيانو اسباليتي ولينتقلوا كلاهما إلى مدينة أودني
مدينة اودني تقع في أقليم فينيسيا بشمال شرق إيطاليا، وفيها بدأ أنطونيو دي ناتالي مسيرة أخرى مميزة بحياته الكروية، فقد شكّل اسباليتي من انطونيو دي ناتالي وفيتشينزو ياكوينتا ودي ماكيلي ثلاثيا مرعبا في الدوري الإيطالي تمكن خلاله من التأهل إلى دوري الأبطال وتحقيق أودنيزي المركز الرابع، متفوقين بذلك على فرق لاتسيو، روما، فيورنتينا، بارما
لعب حينها دي ناتالي 33 مباراة وسجل 7 اهداف..الفارق بين وضعه في امبولي وفي اودنيزي انه كان الأفضل في امبولي والأبرز ولكنه لم يكن تحت الضغط المستمر ولم يكن مطالب بتقديم مميز في كل مباراة واما في اودنيزي لعب تحت الضغط وتحت المطالبة بمستوى مميز بكل مباراة وأيضا تحت الاضواء والشهرة والنتيجة تواجده في دوري الأبطال والمنتخب الإيطالي..
وموسم 2005-2006 بإمكانه دي ناتالي الافتخار بشيء هام، فهو اللاعب في إيطاليا بذلك الموسم الذي سجل على الأقل هدف في الدوري الإيطالي وفي الشامبينج وفي كأس إيطاليا، حيث سجل 8 اهداف في الدوري الإيطالي، ودفع بأودينيزي إلى نصف نهائي كأس إيطاليا، وسجل ثلاثة اهداف في دوري الأبطال، نعم كان موسم دوري الأبطال حيث استطاعوا ان يتخطوا التصفيات اودينيزي بفوزهم على سبورتينق لشبونه وليصلوا للشامبين ليج، وقد شارك في ذلك الموسم بـ 35 لقاء وسجل 8 اهداف وهذا العدد أفضل من الموسم الذي سبقه، لكن اودينيزي احتل مركز لا يشابه مركز الموسم الذي سبقه بل كان أسوء بكثير وهو العاشر..
وفى موسم 2006/2007 سجل 11 هدف، واحتل اودينيزي المركز العاشر، وفي الموسم الماضي سجل 17 هدف، أفضل رقم شخصي له بالسيريا أي، حيث حطم رقمه الخاص سواء في السيريا أي والذي كان 13 هدف مع امبولي أو السيريا بي والذي كان أيضا مع امبولي 16 هدف، وبذلك وضع بأقدام اودينيزي إلى أوروبا وكأس الاتحاد الاوربي.
دي ناتالي اعرب عن رغبته بالبفاء في اوديني على الرغم من اهتمام نادي روما وفولفسسبورغ وميلان وانتر، وفي 28 حزيران / يونيو 2008 جدد عقده مع أودينيزي حتى عام 2013، وهو مصمم على انهاء حياته الكروية في أوديني.
دي ناتالي في 6 يونيو 2010 تصدر عدد اهداف من سجلوا لاودينيزي طوال التاريخ، منذ تأسيس النادي، بعد أن تخطى لورنزو بيتيني صاحب الـ 67 هدف، دي ناتالي حتى الآن لديه 112 هدف، وقد حقق لقب الهداف موسمين متتاليين
2009/2010 برصيد 29 هدف
2010/2011 برصيد 28 هدف
وفي موسم 2011/2012 سجل 29 هدف مع أودينيزي في جميع المسابقات
في 23 فبراير 2014 في لقاء أودينيزي وأتالانتا في أوديني، دي ناتالي سجل هدفه رقم 184 بالسيريا أي بالبطولة الإيطالية وبذلك يدخل قائمة أكثر عشرة سجلو أهداف بتاريخ السيريا أي متساويا مع الأرجنتيني جابرييل باتستوتا بالمرتبة العاشرة لهدافي البطولة طوال تاريخ السيريا أي.
دي ناتالي ظهر لأول مرة مع الاتزوري في اواخر نوفمبر/تشرين الثاني من عام 2002 عندما كان يبلغ من العمر 25 عام، وعندما كان جيوفاني تراباتوني مدربا لإيطاليا، وذلك في لقاء تركيا الودي والذي انتهى بنتيجة هدف مقابل هدف، ثم لعب بضعة مباريات مع المنتخب الإيطالي في الاعوام التالية، وسجل أول اهدافه الدولية في عام 2004 مع الاتزوري امام المنتخب التشيكي في لقاء ودي
وفي عام 2006 استدعاءه دونادوني للمشاركة في تصفيات كأس امم أوروبا 2008، مع إيطاليا وسجل اهداف حاسمها أهمها هدفين في أوكرانيا وضعت إيطاليا على طريق البطولة الاوربية، ومنذ ذلك الوقت أصبح لاعبا أساسيا للآتزوري، وفي 30 يونيو سجل هدفين في المنتخب البلجيكي في لقاء ودي انتهى بنتيجة 3-1 وذلك في فلورانسا في آخر لقاء ودي لعبه الاتزوري قبل بطولة امم أوروبا
شارك في بطولة امم أوروبا في لقائين، وفي اللقاء الثالث وهو ربع النهائي امام إسبانيا اضاع ضربة ترجيحية امام منتخب إسبانيا تصدى لها كاسياس ذلك بعد أن اضاع دي روسي قبل ضربة تريجيحية أخرى، ليخرج الاتزوري من بطولة امم أوروبا.
في يوم السبت 16 أغسطس اختاره المدرب الجديد للاتزوري العائد مارتشيلو ليبي ضمن تشكيلة إيطاليا على الرغم من انه اقترب من وصوله الـ 31 من العمر إلا انه كسب ثقة ليبي على حساب كاسانو وسيلعب أول لقاء ودي مع الاتزوري الأربعاء 20 أغسطس.
دي ناتالي قدم في موسم 2009-2010 أفضل مواسمه على الإطلاق، بتصدره قائمة هدافي السيريا أي
وبعد غياب عامين عن المنتخب الإيطالي اختير ضمن التشكيلة في يورو 2012 وسجل أول اهداف إيطاليا في المرمى الإسباني بعد نزوله بدقائق بطريقة رائعه جداُ

## وصلات خارجية
- أنتونيو دي ناتالي على موقع الاتحاد الدولي (مؤرشف)  (الإنجليزية)
- أنتونيو دي ناتالي على موقع الاتحاد الأوربي (الإنجليزية)
- أنتونيو دي ناتالي على موقع إي إس بي إن إف سي (الإنجليزية)
- أنتونيو دي ناتالي على موقع قاعدة بيانات كرة القدم.إي يو (الإنجليزية)
- أنتونيو دي ناتالي على موقع ناشيونال فوتبول تيمز (الإنجليزية)
- أنتونيو دي ناتالي على موقع Soccerbase.com (لاعب) (الإنجليزية)
- أنتونيو دي ناتالي على موقع Soccerway.com (الإنجليزية)
- أنتونيو دي ناتالي على موقع عالم كرة القدم.نت (الإنجليزية)
- أنتونيو دي ناتالي على موقع كووورة
- أنتونيو دي ناتالي على موقع AS.com (الإسبانية)

فيديو لانطونيو دي ناتالي أمير اوديني على يوتيوب
ويكيبيديا:محتوى غير حر